# Corinna Harney
Corinna Harney, född 20 februari 1972 i Bremerhaven, Tyskland, är en fotomodell och skådespelare, bosatt i USA.
Corinna Harney utsågs till Playboys Playmate of the Month för augusti 1991 och till Playmate of the Year 1992.